# Nozha Khouadra
Nozha Khouadra est une actrice française.

## Biographie
Au cinéma, Nozha Khouadra commence sa carrière en étant choisie par Rachid Bouchareb pour incarner le rôle principal dans Cheb et avec Poisson lune de Bertrand Van Effenterre aux côtés d'Anémone et Robin Renucci, puis dans Bye-bye de Karim Dridi aux côtés de Sami Bouajila, et La Divine Poursuite de Michel Deville.
Elle enchaîne les rôles dans des registres très différents, collaborant avec des réalisateurs tels que Bernard Dumont dans le premier rôle féminin de Ligne 208 (avec Nicolas Duvauchelle et Pierre Martot) , Catherine Corsini (La Nouvelle Ève aux côtés de Karin Viard), Romain Goupil (À mort la mort !), Alexandre Arcady (Là-bas... mon pays avec Antoine de Caunes) ou avec Roschdy Zem dans le drame Omar m'a tuer aux côtés de Denis Podalydès et Sami Bouajila ou bien dans la comédie populaire Turf de Fabien Onteniente.
On la retrouve dans Grand Central de Rebecca Zlotowski et La Guerre est déclarée de Valérie Donzelli.
Parallèlement, elle a joué dans plusieurs téléfilms et séries (Chloé de Dennis Berry avec Marion Cotillard, La résidence de Laurent Jaoui aux côtés de Michel Jonasz et Hélène Vincent ou Sa raison d'être de Renaud Bertrand, H où elle jouera le rôle de la sœur de Jamel Debbouze, Sur le fil, série policière avec le personnage du lieutenant Gloanec (France 2), la première saison de Braquo (Canal plus) et dans Profilage (TF1).

## Filmographie

### Cinéma
- 1991 : Cheb de Rachid Bouchareb.
- 1992 : Poisson-lune de Bertrand Van Effenterre
- 1994 : Bye-bye de Karim Dridi
- 1996 : Miel et Cendres de Nadia Fares Anliker
- 1996 : Calino Maneige de Jean-Patrick Lebel
- 1997 : Messieurs les enfants de Pierre Boutron
- 1997 : La Divine poursuite de Michel Deville
- 1998 : Louise (take 2) de Siegfried
- 1999 : La Nouvelle Ève de Catherine Corsini : Solveig
- 1999 : À mort la mort ! de Romain Goupil : Chiara
- 2000 : Là-bas... mon pays de Alexandre Arcady
- 2001 : Ligne 208 de Bernard Dumont
- 2002 : Sueurs de Louis-Pascal Couvelaire
- 2002 : Le Troisième Œil de Christophe Fraipont
- 2003 : Les Marins perdus de Claire Devers : Gaby
- 2004 : 14,58 euros (court-métrage) de Mathieu Amalric
- 2004 : Violence des échanges en milieu tempéré de Jean-Marc Moutout
- 2004 : Deux Frères (Two Brothers) de Jean-Jacques Annaud : Madame Zerbino
- 2006 : Beur blanc rouge de Mahmoud Zemmouri : Wassila
- 2009 : La Boîte à Pépé de Sami Zitouni
- 2011 : Omar m'a tuer de Roschdy Zem : Latifa Raddad
- 2011 : La guerre est déclarée de Valérie Donzelli
- 2013 : Turf de Fabien Onteniente : Monique
- 2013 : Grand Central de Rebecca Zlotowski : Maria
- 2017 : Le Brio de Yvan Attal: La mère de Neïla Salah Camélia Jordana

### Télévision
- 1996 : Chloé de Dennis Berry
- 1996 : D'amour et d'eau salée de Edwin Baily
- 1997 : L'Enfant hors-taxes de Françoise Romand
- 1998 : Nés quelque part de Malik Chibane
- 1998 : Un flic presque parfait de Marc Angelo
- 1998 : Marseille, de Didier Albert
- 1998 : H (1 épisode : Une promesse) de Édouard Molinaro sur Canal+
- 1999 : Les Terres froides de Sébastien Lifshitz
- 2001 : L'Algérie des chimères de François Luciani
- 2002 : Le Grand Patron (1 épisode : Vivre vite) de Stéphane Kappes
- 2002 : Newsman de Yvan Butler
- 2003 : Fruits mûrs de Luc Béraud sur France 3
- 2004 : La Fuite de Monsieur Monde de Claude Goretta
- 2005 : Le cocon - Débuts à l'hôpital de Pascale Dallet
- 2005 : Quelques mots d'amour de Thierry Binisti
- 2007 : Enfin seul(s)	de Bruno Herbulot
- 2008 : Sa raison d'être de Renaud Bertrand sur France 2
- 2009 : Braquo, série policière d'Olivier Marchal sur Canal+
- 2010 : Sur le fil, série policière TV (3 saisons), lieutenant Lila Gloanec. France 2
- 2010 : La Résidence de Laurent Jaoui
- 2013 : Les François (téléfilm) de Jérôme Foulon
- 2013 : Profilage (saison 4) sur TF1
- 2016 : Marseille, série écrite par Dan Franck, réalisée par Florent Emilio Siri et Thomas Gilou